# Gus Poyet
Artikeln följer den spanska namnseden; faderns efternamn är Poyet och moderns efternamn Domínguez.
Gustavo Augusto Poyet Domínguez, född den 15 november 1967 i Montevideo, är en uruguayansk före detta professionell fotbollsspelare och sedermera -tränare. Han är sedan februari 2022 förbundskapten för det grekiska landslaget. Han spelade totalt mer än 400 matcher som mittfältare, de flesta för Real Zaragoza, Chelsea och Tottenham Hotspur. Hans spelarkarriär sträckte sig över 18 år mellan 1988 och 2006.
Efter avslutad karriär som spelare fortsatte han som assisterande tränare för bland annat Leeds United och Tottenham Hotspur, innan han tog steget till tränare för Brighton & Hove Albion i november 2009. Poyet tog över som tränare för Sunderland i oktober 2013. Där lyckades han under våren 2014 rädda Sunderland från att åka ur Premier League genom att vinna fyra av de fem sista matcherna, något som beskrevs som ett mirakel. Efter 4–0-förlusten på hemmaplan mot krisande Aston Villa den 14 mars 2015 fick han två dagar senare sparken av Sunderland.
Under 2016 var Poyet tränare för Real Betis. I januari 2018 tog Poyet över som huvudtränare i franska Bordeaux.